# Sabine Braun
Sabine Braun, född 19 juni 1965 i Essen, är en f.d tysk friidrottare (mångkampare).
Braun tillhör de bästa sjukamparna genom historien. Hennes internationella karriär började i augusti 1982 då hon placerade sig som tvåa under europamästerskapet för juniorer. Vid OS 1984 i Los Angeles blev hon sexa och åtta år senare vid OS 1992 i Barcelona slutade hon på bronsplats efter Jackie Joyner-Kersee från USA och Irina Belova från Ryssland. 
Braun vann två VM-guld i sjukamp 1991 respektive 1997. Dessutom slutade hon tvåa 1993 efter Jackie Joyner-Kersee. Två EM-guld och ett EM-silver erövrade hon också. Hennes personliga rekord på 6985 poäng är från 1992 och sattes i Götzis. År 2002 avslutade hon sin idrottskarriär.